# Statira principessa di Persia
Statira principessa di Persia (título original en italiano; en español, Estatira, princesa de Persia) es una ópera -más específicamente, un dramma per musica- en un prólogo y tres actos con música del compositor italiano Francesco Cavalli y libreto de Giovanni Francesco Busenello. La ópera se estrenó en Venecia en el Teatro de los Santos Juan y Pablo el 18 de enero de 1655, o quizás 1656; posteriormente se repuso en Bolonia en 1665.

## Personajes
| Personajes    | Tesitura      | Reparto del estreno, 18 de enero de 1655 (Director: - ) |
| ------------- | ------------- | ------------------------------------------------------- |
| Brisante      | contralto     |                                                         |
| Cloridaspe    | mezzo-soprano |                                                         |
| Elissena      | tenor         |                                                         |
| Ermosilla     | soprano       |                                                         |
| Usimano       | soprano       |                                                         |
| Floralba      | soprano       |                                                         |
| Eurillo       | soprano       |                                                         |
| Maga          | soprano       |                                                         |
| Mercurio      | tenor         |                                                         |
| Brimonte      | tenor         |                                                         |
| Plutone       | bajo          |                                                         |
| Nicarco       | bajo          |                                                         |
| Dario         | bajo          |                                                         |
| Statira       | soprano       |                                                         |
| Tersandro     | soprano       |                                                         |
| Vaffrino      | tenor         |                                                         |
| Servo Indiano | segunda voz   |                                                         |

## Sinopsis
En la epístola dedicatoria del libreto original, Busenello explica la trama como sigue:

El rey de Armenia, de acuerdo con otros príncipes asiáticos, entabla una batalla sangrienta con Darío III de Persia, y secuestra a su esposa Parisatidis y a su hija Estatira.
Cloridaspis, el joven rey de Arabia enamorado de Estatira, ataca a los armenios, libera a estatira y a su madre, y las lleva de vuelta con Darío.
Darío está tan agradecido al rey de Arabia por liberar a Estatira – durante cuya acción quedó severamente herido – que permite a la propia Estatira cuidarlo. Esto lo hace conbálsamos y medicinas, y en los jardines reales le cura de todos sus males. 
En semejante ocasión no puede tener ningún otro efecto que el enamoramiento de ambos; esto hace la princesa, mostrándole señales de su ardiente pasión. Aquí empieza la ópera.
En qué forma:
Estatira, siendo muchacha joven y por lo tanto incaapaz de mantener nignún secreto, habla de su amor a una criada, conocida como Ermosilla, pero que en realidad es Usimano, un príncipe egipcio. Está enamorado de Estatira y llegó a Persia vestido de mujer para trabajar al servicio de la princesa.
Tan pronto como Usimano conoce el amor de Estatira por el árabe se siente muy celoso de él; esta ira es la base de todo el drama, que sólo se resuelve por una serie de acontecimientos que verás.
Floralba, la otra criada, está enamorada del rey árabe y sólo más tarde descubre que ella es su hermana. Se casa con Usimano, Estatira se casa con Cloridaspis, pero tiene que renunciar al trono de Persia, que es luego entregada por Darío a su yerno.

El escritor se queja de que sus palabras sobre divinidades, dioses, ídolos, estrellas, los cielos, el destino la fatalidad, y otrasw cosas semejantes, son simplemente el artificio de su pluma y están puramente para adornar alguna poesía o para enftizar algunas palabras. Aunque el autor escribe como un poeta, él claramente vive y cree como un cristiano.

## Grabación
- 2003, con Antonio Florio como director y Capella de'Turchini. Intérpretes: Brimonte: Daniela del Monaco (Brimonte), Stefano di Fraia (Brisante), Dionisia di Vico (Cloridaspe), Giuseppe Naviglio (Dario), Giuseppe de Vittorio (Elissena), Maria Ercolano (Ermosilla), Roberta Andalò (Eurillo), Maria Grazia Schiavo (Floralba), Roberta Andalò (Maga), Stefano di Fraia (Mercurio), Valentina Variale (Messo), Giuseppe Naviglio (Nicardo), Giuseppe Naviglio (Plutone), Roberta Invernizzi (Statira), Maria Ercolano (Usimano), Rosario Totaro (Vaffrino). Sello: Naive OP30282 (2 CD)[2]